# シシャク
シシャク（ヘブライ語: שִׁישַׁק、ティベリア式発音: [ʃiʃaq]、古代ギリシア語: Σουσακίμ）は、旧約聖書に登場する、紀元前10世紀にエルサレムを略奪したとされるエジプトのファラオである。歴史上のシェションク1世に比定されることが多い。

## 旧約聖書の記述

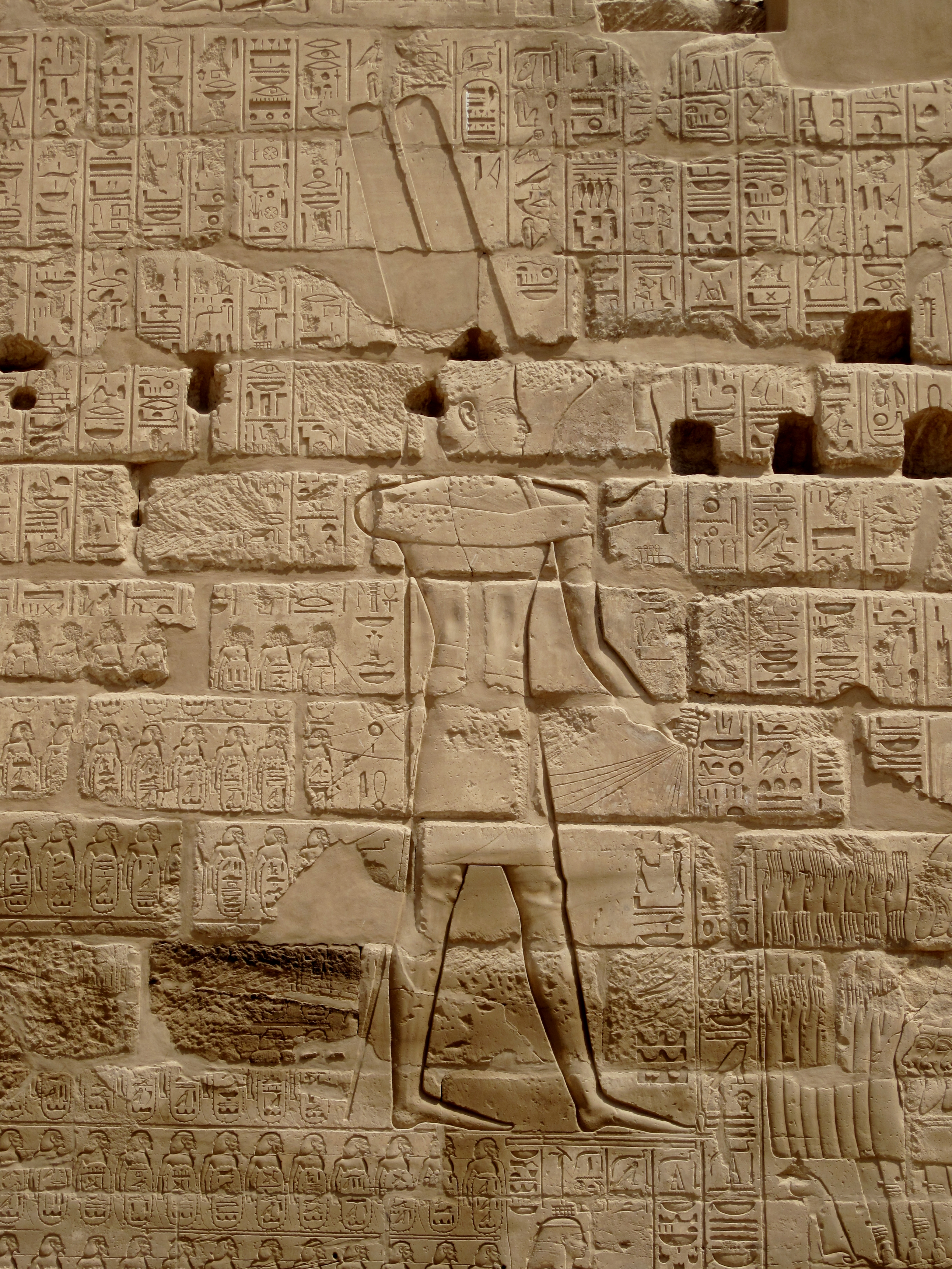
シェションク1世の近東遠征で征服された都市を列記した一覧（カルナック神殿のブバスティス門）。この中にエルサレムは含まれていない。

旧約聖書列王記上第14章25節および歴代誌下第12章1-12節には、シシャクによるユダ王国遠征とエルサレム略奪が記述されている。これによれば、シシャクはかつてソロモンのイスラエル王国治世後期にヤロブアムを匿っていたことがあった。ソロモンの死後、王国は南北に分裂し、ヤロブアムが北半分の北イスラエル王国の王となり、南のユダ王国と対峙した。ユダ王国初代レハブアムの治世5年目、一般に紀元前926年ごろとされるこの年、シシャクはヤロブアムを支援するべく、6万騎の騎兵と1200台の戦車からなる大軍を率いてユダ王国に侵攻した。歴代誌下第12章3節によれば、シシャクの軍にはルビム人（リビュア）、スキ人、クシュ人（七十人訳聖書では「エチオピア人」）も参加していた。 
シシャクはヤハウェのソロモン神殿やユダ王の宮殿から財宝を奪った。その中にはソロモンが作った黄金の盾も含まれており、レハブアムは後で黄銅製の盾で代用した。
歴代誌下では、次のように述べられている。
エジプトの王シシャクはエルサレムに攻めのぼって、主の宮の宝物と、王の家の宝物とを奪い去った。すなわちそれらをことごとく奪い去り、またソロモンの造った金の盾をも奪い去った。—2 Chronicles 12:9
フラウィウス・ヨセフスは『ユダヤ古代誌』において、この遠征には40万人の歩兵が従った、と付け加えている。ヨセフスによれば、シシャクの軍は遠征を通じて一切抵抗を受けることが無く、レハブアムが支配する最も防備の堅い都市をも「戦わずして」奪った。最終的に、彼は「レハブアムが恐怖した故に」一切の抵抗なくエルサレムを征服した。シシャクはエルサレムを破壊することこそしなかったが、代わりにレハブアムに神殿と王の持つ黄金や持ち運べる宝物を差し出させた」。
シシャクとヤロブアムの間には婚姻を通したつながりもあった。ヤロブアムの妻の名はマソラ本文に記載が無いのだが、七十人訳聖書によれば、彼女はエジプトの王女でアノ (Ano) という名前だったという。
そしてソウサキム（Sousakim、シシャク）はヤロブアムに、彼の妻テケミナの長姉アノを、妻として与えた。彼女は王の姉妹の中でも優れていた……

## 名前
シシャクの名の表記や発音は、ヘブライ語聖書の中で一貫していない。Šīšaq (שִׁישַׁק) 表記が3度、Šīšāq (שִׁישָׁק) 表記が2度、Šūšaq (שִוּשַׁק) 表記が1度現れている。
様々な古代言語による文献は、最初の母音が長母音かつ円唇母音であり、最後の母音が短母音であったことを示唆している。例えばヘブライ語聖書ではשישק [ʃiːʃaq] となっている。ヘブライ語で表記ゆれが起きているのは、< י > Yodと < ו > Vav が混同されていたためである。これはマソラ本文ではよく見られる現象で、これも最初の母音が長母音であることを示唆している。ギリシア語の七十人訳聖書はΣουσακιμ [susakim] となっており、これはヘブライ語のマージナルリーディングשושק [ʃuːʃaq] からきている。このことから、紀元前2世紀のヘブライ語話者もしくはアレクサンドリアのギリシア語話者が、シシャクの名の最初を長母音かつ円唇後舌狭母音 [u] と発音していたことがわかる。

## シェションク1世との関係
ヒエログリフが解読されてから間もないころ、ほとんどのエジプト学者たちは、年代的、歴史的、言語的な観点から、聖書のシシャクをエジプト第22王朝のファラオで、ビター湖の戦いの後にカナンに侵攻したシェションク1世と同一視した。この見方は現代にいたるまで主流であり続けている。シェションク1世はメギドで発見された石碑を始め、カナン遠征に際して様々なカナンの地名を記した石碑を通して明白な遠征記録を残しており、これがシシャクと同一視する伝統的解釈の後ろ盾となっている。しかし一方で、この説の反証となり得る要素もいくつか知られている。例えば、シェションク1世の記録にはエルサレムの名前がどこにも記されていない。これはシシャクのエルサレム征服を伝える聖書の記述と明らかに矛盾している。発音の観点で同一人物説を擁護する要素としては、シェションクまたはショシェンク(Shoshenq)の綴りから「n」が脱落するのが珍しくなく、結果的に"Shoshek"という発音になり得るということが挙げられる。

### ブバスティス門

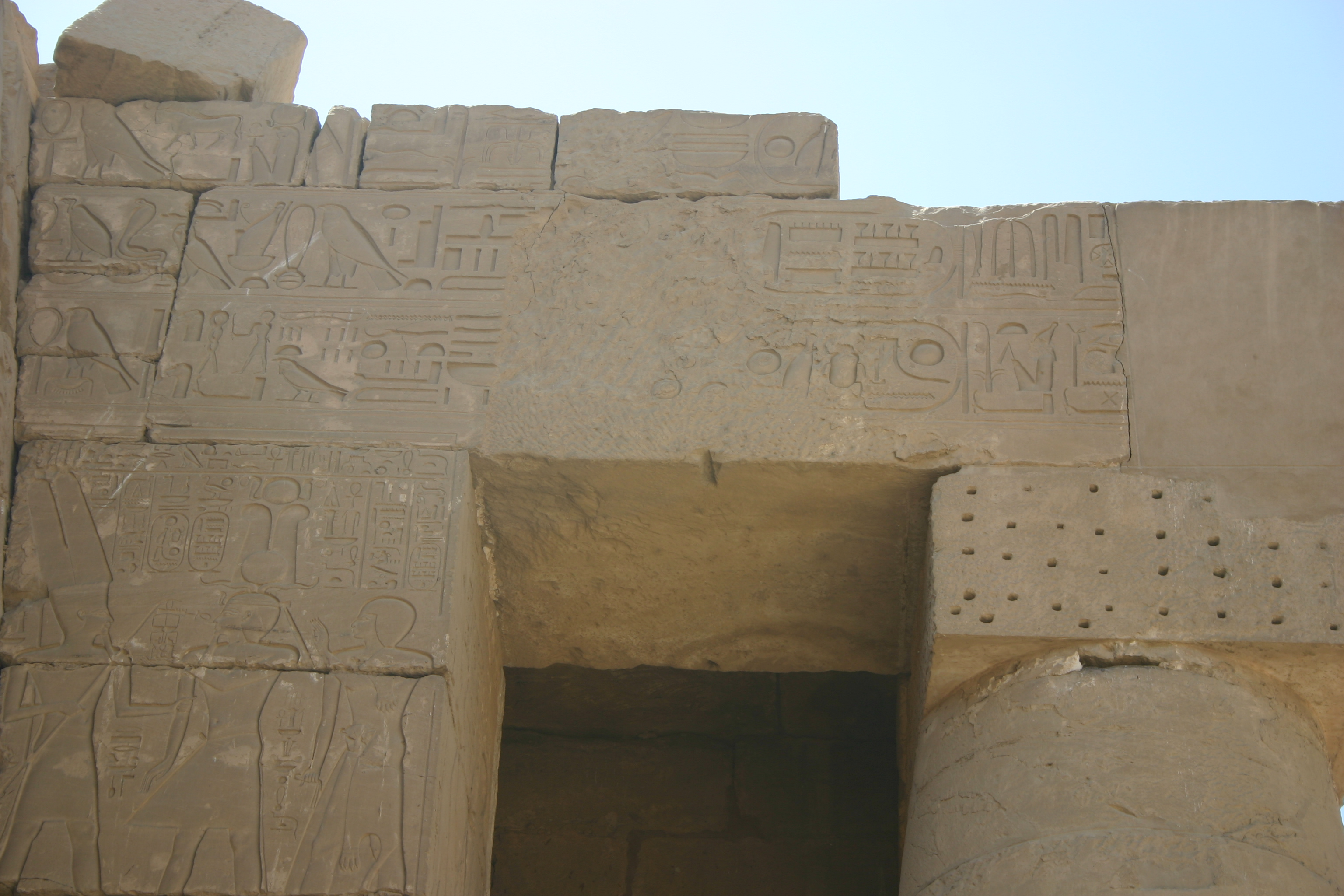
カルナック神殿のブバスティス門に刻まれたシェションク1世のカルトゥーシュ

上エジプトのカルナック神殿で見つかったブバスティス門のレリーフや、エル・ヒバの小さなアメン神殿で見つかった同様のレリーフには、シェションク1世の手に数多くの捕虜が収められている様が描かれている。ここに記されている征服された都市の名は、まず北イスラエル王国の領土に含まれている都市（メギドを含む）が多く、ネゲヴやフィリスティアにあるものも含まれている。また、旧約聖書の歴代誌でレハブアムが要塞化した都市として記されているものもいくらか含まれている。
一般にこの門はシェションク1世のユダ王国遠征の記録であると考えられているが、エルサレム略奪に関する記述は無い。これについては様々な解釈が唱えられている。例えばエルサレムの名が消されたというもの、この一覧はより古い時代のファラオの征服記録を写しただけであるというもの、レハブアムが歴代誌に書かれているように黄金や宝物と引き換えにエルサレムを破壊から守ったことで征服記録への記録は免れたのだというものがある。

### 批判
エジプト学の観点からは、シシャクが率いたというエジプト軍の兵数は「不可能であるという点で問題なく無視できる」ものである。例えば歴代誌下にある戦車の数は、おそらく10倍は誇張されている。6万の騎兵がシナイ半島とネゲヴ砂漠を通過したというのも兵站面から考えて不可能であり、そもそも第27王朝以前のエジプトには騎兵が存在したという証拠がない。シシャクが奪取したという宝物にも疑義が呈されている。まず連合が成立していた時代からのイスラエルやユダの王で、シェションク1世が征服した敵の一覧に名が含まれているものはいない。またイスラエル・フィンケルシュタインなど一部の学者は、紀元前10世紀エルサレム周辺の物質文化はエジプトのファラオが興味を示すような宝物を持っていたと考えるにはあまりにも原始的であったと指摘している。こうしたことからフィンケルシュタインは、エルサレム略奪に関する記述は「おそらく歴史事実を述べているというよりも神学的に創作されたものと考えるべきであろう」と結論付けている:175。

## 非主流説
シェションク1世の記述は聖書の記述とあまり合致していないとして別の人物をシシャクに比定する者もいるが、これらは非主流説であると見なされている。例えばイマヌエル・ヴェリコフスキーは『混沌時代』の中で、シシャクを第18王朝のトトメス3世に比定している。より新しい説としては、デイヴィッド・ロールが自ら主張する「新年代学」の一環として述べている第19王朝のラムセス2世であるとするものや、ピーター・ジェームズが主張している第20王朝のラムセス3世とするものが挙げられる。

## 大衆文化
スティーヴィン・スピルバーグのアクションアドベンチャー映画『レイダース/失われたアーク《聖櫃》』では、エルサレム略奪でソロモン神殿から契約の箱を奪い、タニスの魂の井戸に隠したファラオとしてシシャクの名が言及されている。